# Caipirinha

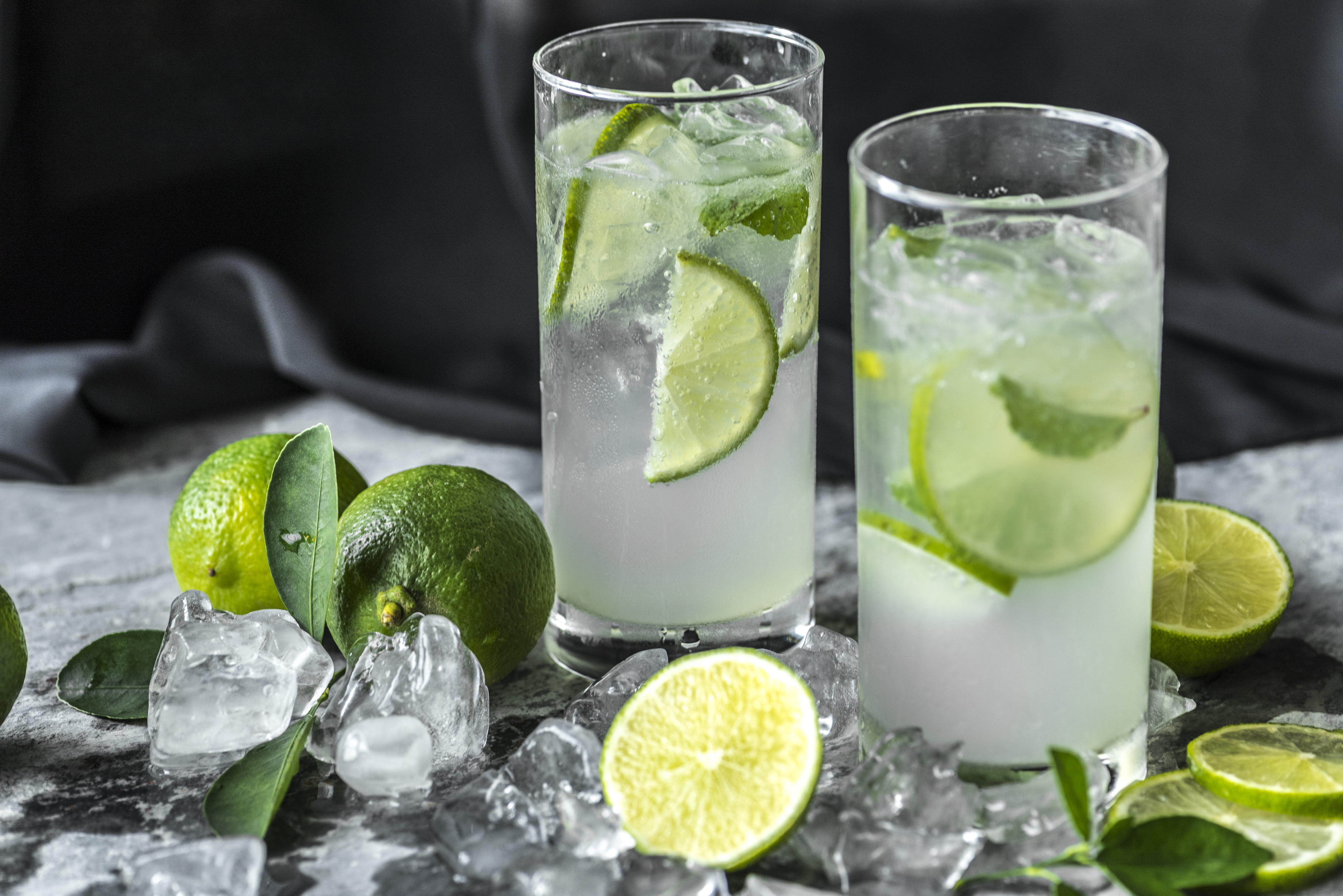
Caipirinha mit Limetten

Ein oder eine Caipirinha [kajpiˈrĩjɐ/kajpiˈrĩɲɐ] ist ein aus Brasilien stammender Cocktail aus Cachaça, Limette, Zucker und Eis. Im deutschen Sprachraum ist auch die Kurzbezeichnung (der) Caipi üblich. Im Sinne klassischer Cocktail-Genres zählt Caipirinha zur Kategorie der Sours. Das Getränk ist international bekannt und steht auch auf der offiziellen Liste der International Bartenders Association.
Klassisch mit dem Zuckerrohrschnaps Cachaça (Pinga) gemixt (Caipirinha de Pinga), wird der Cocktail auch mit Wodka (Caipirinha de Vodka oder Caipiroska) und in Südbrasilien mit Rotwein (Caipirinha de Vinho) statt Cachaça zubereitet. Ursprünglich ist eine Batida auf Zitronenbasis der fruchtfleischlose Prototyp für Caipirinha.

## Etymologie und Entstehung
Die Bezeichnung Caipirinha ist die Verkleinerungsform des brasilianischen neutralen Substantivs Caipira, das so viel wie „Bauer“ oder „Landei“ heißt; Der Name kommt daher, dass Caipirinha ursprünglich ein Cocktail der ländlichen Oberschicht war und verbreitete sich nach Ende des Ersten Weltkrieges in den Großstädten, während im Landesinneren der Zuckerrohrschnaps meistens pur getrunken wird.

## Zutaten

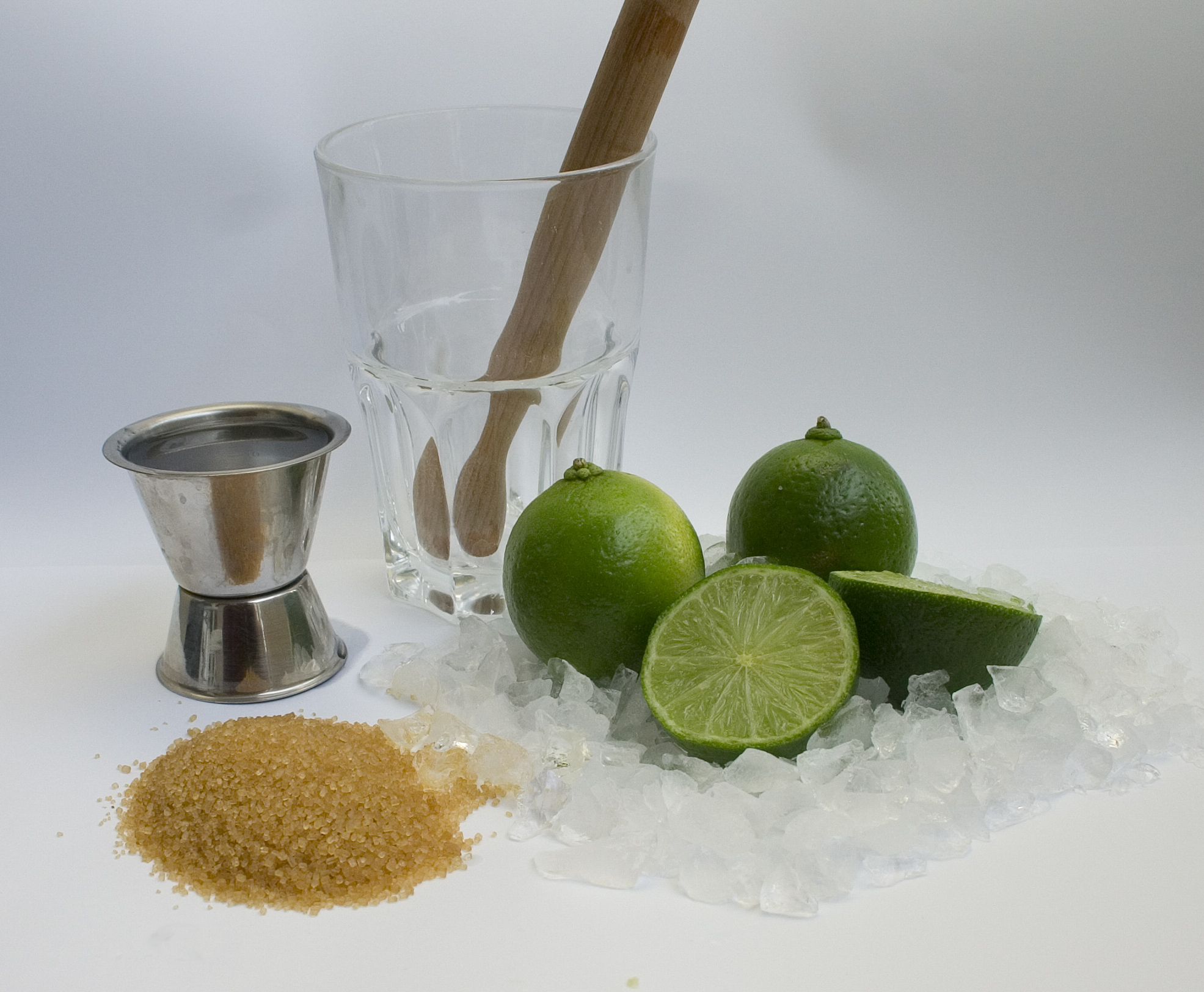
Limetten, Rohrzucker, Cachaça und Crushed Ice

- Cachaça: Zuckerrohrschnaps wird in Brasilien in allen Varianten – auch in Fässern gealtert – angeboten. Farblos ist der junge, gerade destillierte Schnaps, während die Gelb- oder Goldfärbungen auf einen Alterungsprozess hinweisen. Die Verwendung von Barrique-Schnäpsen für Caipirinha ist in Brasilien nicht üblich, da Cachaça besserer Qualität nicht in Eichenfässern gelagert wird. Für die Lagerung werden einheimische Hölzer genutzt, die der Cachaça und damit der Caipirinha eine eigene Note verleihen.
- Limetten: Für Caipirinha werden in Deutschland meist in Achtel geschnittene Limetten verwendet, während in Brasilien in der Regel Limettenscheiben hinzugegeben werden. Die Limetten werden mit der Schale ins Glas gefüllt und ausgepresst, weshalb unbehandelte Früchte vorzuziehen sind. Der charakteristische Limettengeschmack entsteht hauptsächlich beim Zerdrücken durch den Austritt ätherischer Öle aus der Schale.
- Eis: In Brasilien werden normale Eiswürfel verwendet. Dadurch bleibt die Caipirinha länger kalt. Im Gegensatz dazu verwendet die deutsche Barszene meist Crushed Ice. Zerstoßenes Eis weist eine größere Oberfläche auf, wodurch das Eis schneller schmilzt und der Cocktail schneller verwässert wird.
- Zucker: In Brasilien wird weißer, raffinierter, meist fein gemahlener Zucker aus Zuckerrohr verwendet, während in Europa brauner Zucker bevorzugt wird.

## Varianten

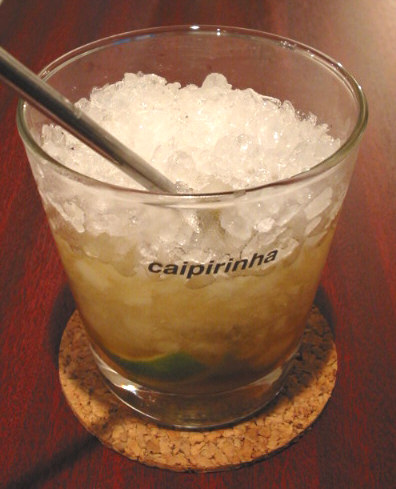
Caipirinha mit Crushed Ice

In Anlehnung an die klassische Caipirinha werden viele weitere Cocktails in einer großen Variantenvielfalt angeboten. Diese unterscheiden sich meist dadurch voneinander, dass der Cachaça durch eine andere Spirituose ersetzt wird.
In Brasilien werden solche Mixgetränke meist ebenfalls Caipirinha genannt. Auf der Karte sind dann die verschiedenen Grundlagen für den Cocktail angegeben. Weit verbreitet sind Caipirinhas mit Wodka (Caipiroschka, Caipiroska, Caipirovka, Caipivodka oder Caipirowska genannt), Rum (Caipirissima), Aperol/Campari (Caipirol/Camparinha), Kräuterschnäpsen (Underberg), Likören (Cuarenta y Tres), Steinhäger oder auch Wein. Insbesondere in der brasilianischen Stadt São Paulo wird eine Variante mit japanischem Reiswein (Caipisake) getrunken. Dies lässt sich darauf zurückführen, dass in São Paulo (vor allem im Quartier Liberdade) die größte japanische Gemeinde außerhalb Japans lebt.
Mit nahezu jeder Sorte Schnaps oder anderem Getränk – oder durch Austausch einer der anderen Komponenten (z. B. Caipifruta, das in Brasilien übliche Ersetzen oder Kombinieren der Limetten mit anderen Früchten wie Maracuja, Kiwi, Ananas oder Mango) oder Hinzufügen weiterer – können caipirinhaähnliche alkoholhaltige oder alkoholfreie Cocktails gemixt werden.
Bei einer alkoholfreien Variante der Caipirinha wird das Glas mit Ginger Ale aufgefüllt und der Cocktail als Caipiginger, Fresh Maker, Virgin Caipi oder Ipanema angeboten. Eine weitere Variation ohne Alkohol wird mit Red Bull gemixt und Caipibull oder Virgin Bull genannt. Auf Weihnachtsmärkten wird mitunter Heißer Caipi angeboten, ein heißes Limettengetränk (mit den ausgedrückten Limettenstücken), Zucker und einem Schuss Cachaça.